# خرنوب
خَرنوب (نام علمی: Ceratonia siliqua) نام یک گونه گیاه دارویی از سرده خرنوب است.
میوه‌ای است که از ۵۰۰۰ سال پیش شناخته شده‌است. چند صد سال پیش از این، به‌جای شکر در پخت شیرینی‌ها از آن استفاده می‌شد یا به جای شکر خورده می‌شد. نام این گیاه از واژه اکدّی خَروبو گرفته شده و در آرامی به صورت کروبو درآمده‌است.
خرنوب از میان کشورهای حاشیه دریای مدیترانه، در ایتالیا، اسپانیا و ترکیه به مقدار فراوان پرورش می‌یابد. نزدیک به ۳۵٪ از مواد موجود در خرنوب، کربوهیدرات‌های با ساختار مولکولی ساده می‌باشند و باز نزدیک به ۴۰٪ آن از نشاسته با ساختار مولکولی پیچیده تشکیل یافته‌است. میزان چربی آن بسیار کم و در حدود ۱٪ است. بهترین جایگزین برای استفاده به‌جای کاکائو می‌باشد. دارای کافنوئیدهای کاکائو نمی‌باشد.
خواص آن را به این صورت ذکر کرده‌اند: علیه تنگی نفس· علیه تنگی نفس آلرژیک· علیه آلرژی‌های حاصل از سردی هوا· علیه ناتوانی جنسی· از بین برنده تورم ریه‌ها· خلط‌آور· پیشگیری کننده سرطان ریه· افزایش دهنده تعداد اسپرم متحرک· علیه آسم· علیه اسهال· علیه یبوست.

## ریخت‌شناسی
درختی است به بزرگی درخت گردو؛ برگ آن همیشه سبز است و دارای گل‌های زرد و طلایی است. میوه آن حدوداً یک وجب است، رنگ آن سیاه و ضخیم است، دانه‌های آن شبیه به باقلا است و تا اندازه‌ای طعم شیرین دارد که در ۱۵ سال اول زندگی‌اش هیچ میوه‌ای نمی‌دهد. ارتفاع خرنوب به ۸ تا ۱۰ متر می‌رسد. شاخه‌های گره‌دار و برگ‌هایی مرکب از ۸ تا ۱۰ برگچه دارد. گل‌های آن عاری از گلبرگ و مجتمع به صورت خوشه است. میوه‌اش نیام و ناشکوفا به طول متفاوت ۱۰ تا ۳۰ سانتی‌متر به عرض ۲ تا ۳ سانتی‌متر و دارای وضع آویخته و کاملاً مشخص بر روی شاخه هاست. رنگ میوه قهوه‌ای شفاف و سطح خارجی آن مسطح و قوسی شکل است. میان‌بر میوه طعم بسیار شیرین شبیه عسل دارد؛ و در داخل آن ۱۲ تا ۱۶ دانه بسیار سخت شبیه عدس دیده می‌شود. درخت خرنوب دیکلین است یعنی دارای پایه‌های نر و ماده‌است و گاهی بر حسب سنین مختلف جنس خود را تغییر می‌دهد. درخت خرنوب را می‌توان از طریق دانه‌ها تکثیر کرد اما حدود ۸ سال میوه نخواهد داشت. در اینصورت برای آنکه بتوانند از آن به عنوان علوفه‌ای استفاده کنند باید آن‌ها را پیوند بزنند.
معمولاً درخت خرنوب در هر جایی که درختان مرکبات وجود داشته باشد به‌خوبی می‌روید.

## پراکنش
خرنوب گیاهی است بومی شرق مدیترانه، احتمالاً شرق میانه، که کشت آن حداقل مربوط به مدت ۴۰۰۰ سال قبل بوده‌است، این گیاه را به یونانیان باستان، که دانه‌های این گیاه را در یونان و ایتالیا کاشته‌اند نسبت داده‌اند، در ایران نیز درختان کهن‌سال آن در غار شاهپور نزدیک کازرون وجود دارد و احتمال می‌رود که بذر آن زمان حمله اسکندر به ایران از یونان وارد شده باشد؛ و به‌جای این درخت علوفه‌ای، متقابلاً یونجه را به کشور خود برده باشند.

## توصیفات در متون قدیم

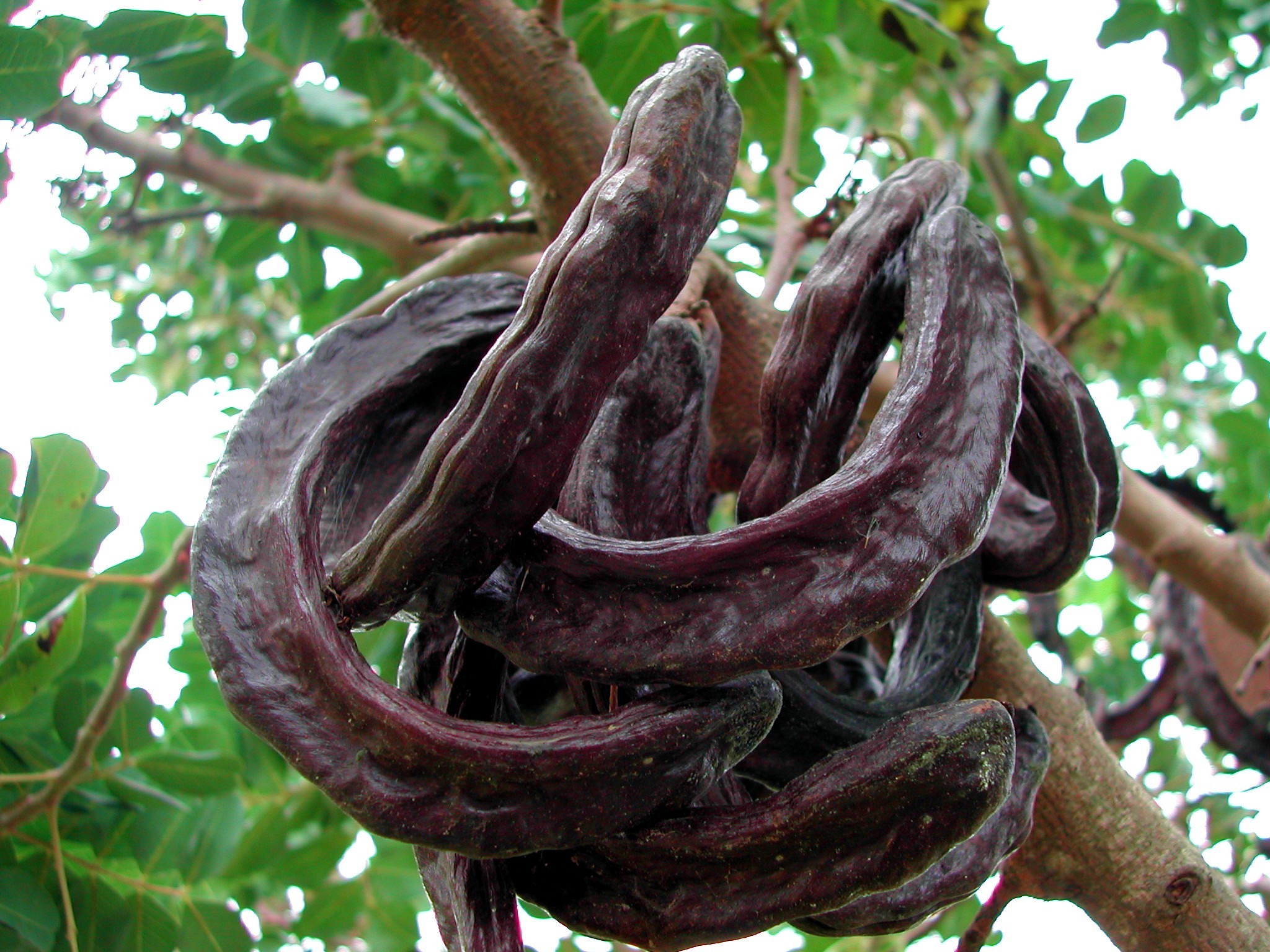
غلاف‌های میوه رسیده خرنوب.

در تحفهٔ حکیم مؤمن آمده: خرنوب بستانی و بری می‌باشد و بستانی دو قسم است یکی را خرنوب شامی گویند و درخت او بقدر درخت گردکان با برگش مستدیر و با غلظت و گلش ذهبی و غلاف او بقدر شبری و کوتاه‌تر و سیاه و ضخیم و دانه‌های او شبیه بباقلی و از آن در شام و مصر رب می‌سازند و در اسهال استعمال می‌کنند و با وجود شیرینی از سایر شیرینیها ابرد است و قسمی درختش خار دارد برگش نرم و مایل بتدویر و غلاف ثمرش شبیه بباقلی و از آن رقیق‌تر و دانه‌های او بقدر ترمس و شیرین طعم و در تنکابن کرات گویند و در مازندران و گیلان لالکی نامند. تازه هر دو قسم مسهل بوده و مدر بول و خشک او در حرارت و برودت معتدل و در دوم خشک و شیرینی او مایل به حرارت و دانهٔ او سرد و خشک و بسیار قابض و مقوی بدن و مدر بول و ضماد پختهٔ او جهت صدمه و سقطه و امثال آن تازهٔ خرنوب شامی که از سال نگذشته باشد دیرهضم و بعد از انهضام مولد خلط صالح و با دانه جهت فتق و تسمین بدن و چون داخل شیر کنند شیر را لذیذ کند و اشتها آورد و جهت سرفهٔ مزمن مجرب دانسته‌اند. تخمش محلل اورام و جهت بروز مقعد و نزف الدم نافع مضر معده و مخفف اعصاب و مصلحش بهدانه و نبات و بدلش بوزنش از هر یک از قرظ و طراثیث و عفص شربتش تا پنج درهم است. صاحب برهان قاطع گوید: خرنوب چند قسم می‌باشد: نبطی، شامی، هندی. نبطی را به فارسی کَبَر خوانند و آن رستنی باشد خاردار که پرورده کنند و خورند، آن را کَوَر نیز گویند و به عربی ینبوت و قضم قریش خوانند، و شامی را به فارسی کورزه و به شیرازی کورک کازرونی گویند، و مصری همان نبطی باشد که گفته شد، و هندی خیارچنبر است و آن دوایی باشد معروف.

در منتهی‌الارب آمده: درختی است بری خاردار ثمر آن مانند سیب لیکن بدمزه باشد و قسم دیگر آن شامی است ثمر آن مانند خیار شنبر است مگر نسبت به خیارشنبر اندک عریض باشد و از آن رب گیرند و پست سازند. خارسم. فش.

## نکات مصرف خرنوب
- تخم خرنوب برای معده مضر است.
- خرنوب کاهش دهنده نیروی جنسی می‌باشد.
- مصرف بدون مصلح آن برای افراد سردمزاج مضر است.